# Throckmorton (Teksas)
Throckmorton je gradić u američkoj saveznoj državi Teksas. Prema popisu stanovništva iz 2010. u njemu je živjelo 828 stanovnika.